# 412 av. J.-C.
Cette page concerne l'année 412 av. J.-C. du calendrier julien proleptique.

## Événements
- Printemps : révolte de Chios contre Athènes[1].
- Juillet : révolte en Ionie contre Athènes[1]. Alcibiade, allié à Sparte, soulève Chios que lui livrent les oligarques (été) et plusieurs villes d'Ionie, Érythrée, Clazomènes, Milet, Ténédos et Éphèse qui font défection à leur tour. Il compte sur l'aide de Sparte qui vient de conclure un accord à Milet avec le satrape Tissapherne (trois traités entre 412 et 411 av. J.-C. : l’Ionie est abandonnée aux Perses contre une aide d’abord financière, puis financière et navale, qui au moins pour la flotte, ne sera pas fournie).
  - Athènes cependant, malgré le désastre de l'expédition de Sicile et l'occupation d'une partie de l'Attique (dème de Décélie), va réussir dans un ultime effort financier à reconstituer sa flotte. Elle aide les démocrates de Samos qui anéantissent leurs adversaires tandis que Chios est ravagée et les villes d'Ionie ramenées à l'obéissance. Elle réussit à garder Lesbos, mais elle perd toute l’Asie Mineure, y compris Rhodes. L’Eubée, menacée, est perdue à son tour.

- Fin de l'été : Dioclès instaure des mesures démocratiques à Syracuse ; l'assemblée désigne une commission de législateurs  (« nomothètes »)  pour réviser la constitution (« lois de Dioclès », adoptées par un grand nombre d'autres villes siciliennes)[2].

- Octobre : 
  - Argos apporte son soutien à Athènes contre Milet[1].
  - Fuite d’Alcibiade en Perse[1]. Des conflits avec les chefs spartiates suscitent un complot visant à assassiner Alcibiade. Apprenant ce complot, il se réfugie auprès du satrape de Sardes Tissapherne et tente en vain de le gagner à la cause athénienne. Alcibiade offre alors aux Athéniens de leur apporter le soutien de la Perse s’ils acceptent de révoquer le décret de sa condamnation à mort. Sa proposition est acceptée et Alcibiade prend la tête de la flotte de Samos.
- Novembre : nouveau traité entre Sparte et la Perse[1].
- Mi-décembre : Pisandre est élu député à Athènes par les conjurés de Samos[1].

- 13 décembre du calendrier romain (1er janvier 411 du calendrier julien)[3] : début à Rome du consulat de Lucius Furius Medullinus et Aulus Cornelius Cossus[4].

- Hippocrate décrit la grippe[5].
- Invention de l’asomtavruli, premier alphabet géorgien, par des prêtres de Matra[6].